# آندری ویلمس

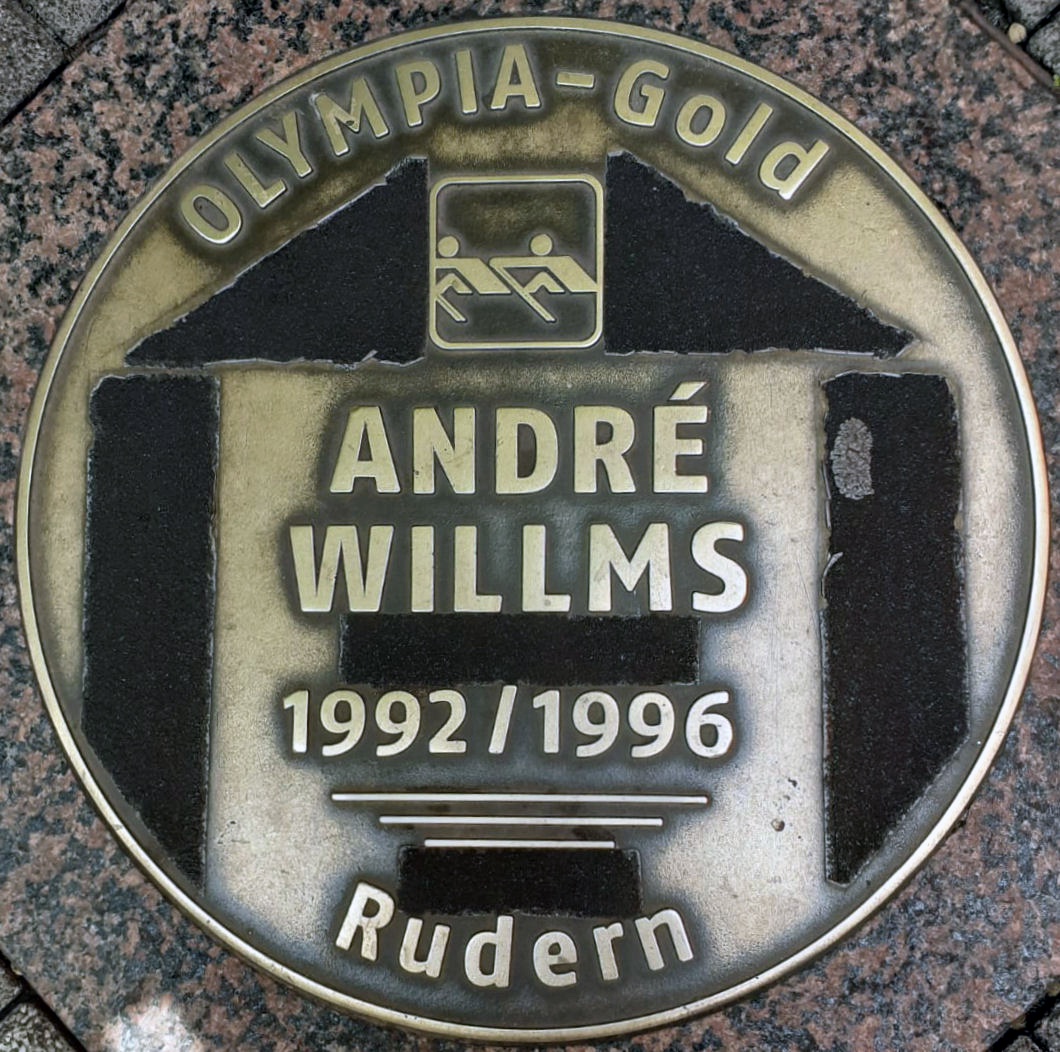
لوح یادبود آندری ویلمس - ۲۰۲۰

آندری ویلمس (آلمانی: André Willms؛ زادهٔ ۱۸ سپتامبر ۱۹۷۲) قایقران روئینگ اهل آلمان بود.
وی در مسابقات کشوری و بین‌المللی در مجموع برندهٔ ۷ مدال طلا، ۲ مدال نقره، ۲ مدال برنز شده‌است.